# ジェームズ・T・カーク

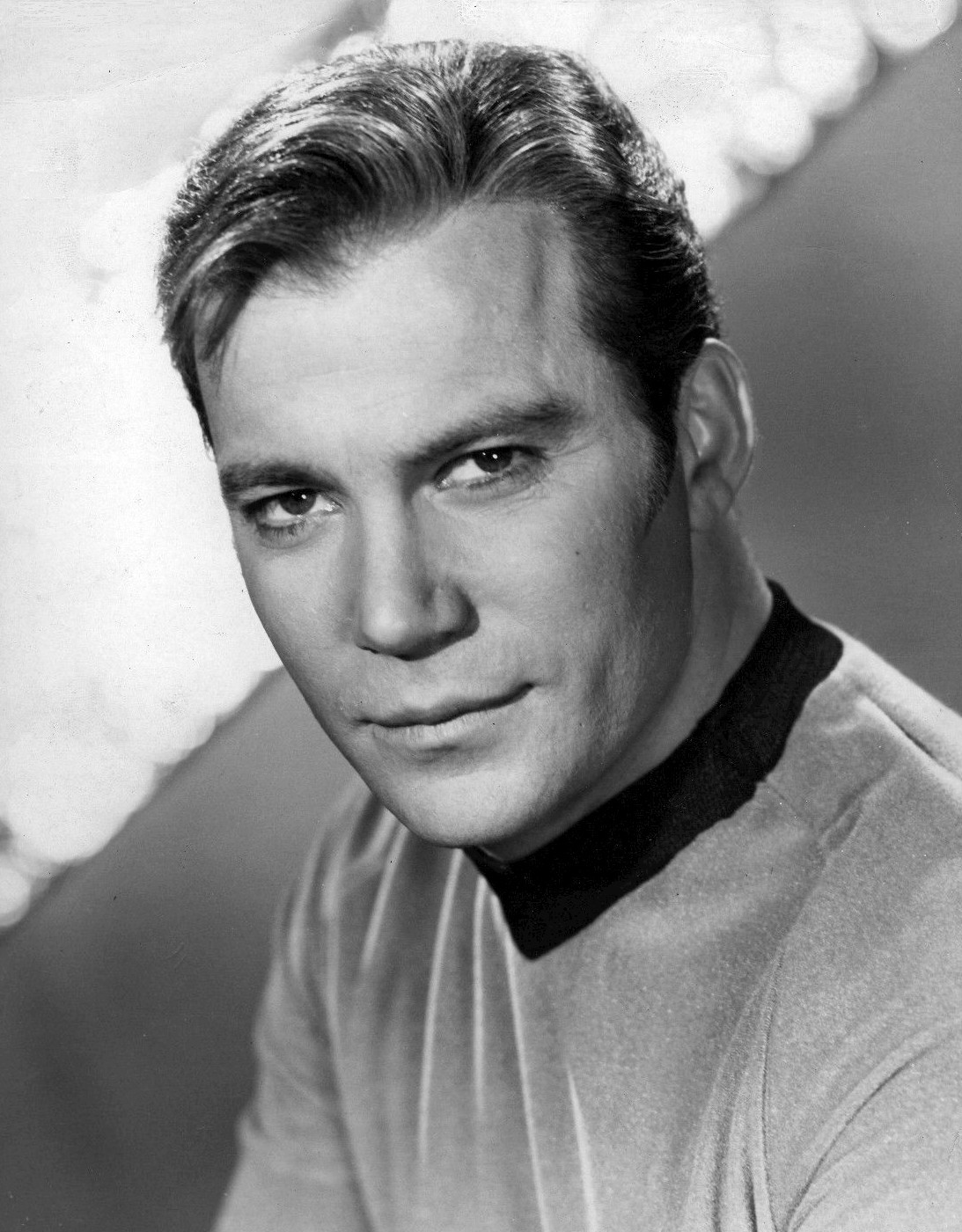
宇宙大作戦のジェームズ・T・カーク（演：ウィリアム・シャトナー）

ジェームズ・タイベリアス・カーク（James Tiberius Kirk）はSFドラマ『スタートレック』シリーズに登場する人物である。『宇宙大作戦』（TOS）及び映画シリーズの主人公であり、小説やコミック、ゲームにも多数登場している。

## 概要
長い歴史を持つスタートレックシリーズの最初の主人公。惑星連邦宇宙艦隊に所属するコンスティテューション級宇宙艦U.S.S.エンタープライズ NCC-1701の3代目の船長である。提督に昇進後も地球や惑星連邦の危機に際し最前線で指揮を執る。彼の数々の冒険は、後のシリーズにおいても知らぬ者はいない程の伝説となっている。
兄のジョージ・サミュエル・カークも宇宙艦隊に所属し、『宇宙大作戦』シーズン1「デネバ星の怪奇生物」にてデネバ星で妻子と暮らす科学者として登場し、その死が描かれる。これ以前の時代を描く『スタートレック:ストレンジ・ニュー・ワールド』（SNW）ではU.S.S.エンタープライズの科学士官として勤務している。

## 性格
明るく楽天的で、行動力があり、直感的に物事を判断するリーダー。基本的には落ち着きがあり倫理的な行動規範を持つものの、しばしば激昂したりルールを無視する場面が見られる。
常に論理的で冷静なスポック副長、皮肉屋の旧友レナード・マッコイ船医との掛け合いはドラマの見どころのひとつとなっている。率先して危険な惑星上陸任務に赴き指揮する船長像は、後のシリーズの艦長たちにも受け継がれている。
兄ジョージによれば、少年時代は常に成績トップでなければ気が済まない負けず嫌いなところがあり、また運任せにしたりルールを破る場面も散見される性格であった。しかし船長としての彼には一抹の不安もないという。（SNW第10話）
「女性関係が多い」というイメージもあるが、これはシーズン3におけるプロデューサーからの「ロマンスシーンを多く入れろ」という要請からそうなってしまった経緯がある。そのためシーズン2までは別人のようにロマンスシーンがない。

## 経歴
2233年、地球のアイオワ（リバーサイド）で生まれる。先祖はアメリカ西部開拓者である（『宇宙大作戦』シーズン3「危機一髪！OK牧場の決闘」）。
2254年、宇宙艦隊アカデミーに在籍中、決してクリアすることができない試験「コバヤシマル・シナリオ」を奔放な発想によってクリアした唯一の士官候補生となる。
2265年、大佐に昇進しオーバーホールを終えたU.S.S.エンタープライズ NCC-1701の船長として、5年間の深宇宙探査任務（ファイブ・イヤー・ミッション）に赴く。（『スタートレック（邦題：宇宙大作戦）』）
2270年、提督（少将）に昇進し宇宙艦隊司令部に所属。
2272年、地球に襲来した謎の物体「ヴィジャー」を迎え撃つため、新人のデッカー艦長に代わりU.S.S.エンタープライズの指揮を執る。（劇場版第1作）
2285年、テラフォーミングプロジェクト「ジェネシス計画」を巡る一件にて、宇宙基地からU.S.S.エンタープライズを奪取し、クリンゴン艦との戦闘の末に自爆消失させる（劇場版第2作、第3作）。同年、クジラ探査船の地球襲来事件により地球を滅亡から救うも、エンタープライズ奪取等の責任を問われ大佐に降格、U.S.S.エンタープライズNCC-1701-Aの艦長に就任。（劇場版第4作）
2293年、衛星プラクシスの喪失によって破滅の危機に瀕したクリンゴン帝国と和平を結び、惑星連邦とクリンゴン帝国との同盟の礎を築く。（劇場版第6作）
同年、招待されたU.S.S.エンタープライズNCC-1701-Bの処女遊覧航行中、難民輸送船を飲み込み破壊しようとする謎のエネルギーリボンに遭遇、難民船を救助し殉職する。78年後、エネルギーリボンからネクサスという異世界に囚われていたところをジャン＝リュック・ピカード艦長に発見されるが、ヴェリディアン星系の危機を救い再度殉職する。(劇場版第7作)
遺体は回収されており、2401年時点でデイストローム研究所にて保管されてプロジェクト・フェニックスによって再生が試みられている。（『スタートレック:ピカード』シーズン3）
その後、再生されたカークが時間エージェントのヨア少佐(『スタートレック：ディスカバリー』シーズン3の9話にて言及)によって時空、時間を超えて、ケルヴィンタイムラインにおける過去に渡り、息を引き取る前のプライム・スポックと再会する事が出来た。

### スタートレック:ストレンジ・ニュー・ワールド
2022年から配信されたドラマシリーズ『スタートレック:ストレンジ・ニュー・ワールド』では、カーク船長の前任クリストファー・パイクがエンタープライズ船長を勤めている時期に、U.S.S.ファラガットに勤務する大尉として登場する。
SNWシーズン1第10話では、パイク船長が自身の運命に逆らった未来にて、U.S.S.ファラガット船長としてカークが登場。この時のカーク船長の手腕を見たパイク船長は、元の時間に戻った際に彼を気にかけるようになる。
ロミュラン人が過去で歴史を改変して惑星連邦が存在しない別時間軸では、地球連合の戦艦の艦長であった。（SNWシーズン2第3話）
本来の時間軸上でのカークはシーズン2第6話で初めてU.S.S.エンタープライズに乗船する。U.S.S.ファラガットの副長への昇進が内定し、宇宙艦隊史上最年少(2233年生まれの為、26~27歳)での副長への昇進と言及されている。

### ケルヴィン・タイムライン
劇場版第11作の舞台となる平行宇宙での時間軸。2233年4月、父であるジョージ・カーク大尉が勤務するU.S.S.ケルヴィンの脱出ポッドの中で生まれる。その後アイオワにある叔父の農場で幼年期を過ごす。少年時代は本の虫でおとなしい性格であったが、なんらかのきっかけで向こう見ずで奔放な青年へ成長する。
「天才的頭脳を持つ問題児」な青年に成長した彼は、宇宙艦隊のクリストファー・パイク船長にスカウトされ、宇宙艦隊アカデミーに進学する。その後パイク船長の後任としてU.S.S.エンタープライズの船長となる。艦隊に入った頃に時折見せていた反抗的な態度も時が経つにつれ減っていき、数年後には船長として申し分のない落ち着いた性格となっていた。

### シャトナーバース
ウィリアム・シャトナー自身による続編小説シリーズにおいて、劇場版第7作での死亡後、ロミュランとボーグによって復活、TNG、DS9、VOYのキャラを巻き込みながら活躍する事になる。このシリーズは通称シャトナーバースと呼ばれている。
オデッセイ
- STAR TREK: The Ashes of Eden（未訳）
- 新宇宙大作戦 カーク艦長の帰還 (The Return)
- 新宇宙大作戦 サレックへの挽歌 (Avenger)

ミラー・ユニバース・トリロジー
- 新宇宙大作戦 鏡像世界からの侵略  (Spectre)
- 新宇宙大作戦 暗黒皇帝カーク  (Dark Victory)
- 新宇宙大作戦 栄光のカーク艦長 (Preserver)

トータリティ
- Captain's Peril
- Captain's Blood
- Captain's Glory

## ネーミング
ジェイムズJamesの愛称がジムJimであることから、スポック、マッコイら親友からはジムと呼ばれる。このため、キャラクター紹介でもジム・カークとされることがある。
初登場となるパイロットフィルム"Where No Man Has Gone Before"（「光るめだま」）では、ミドルネームのイニシャルは「R」とされていた。
本放送では「ジェームズ・T・カーク」とされ、ミドルネームについては言及はされていなかったが、1974年のアニメシリーズ第16話"Bem"（「分解宇宙人ベム」）で初めて「T」が「タイベリアス」の略とされた。これが劇場版第1作の小説版でも踏襲されたため、事実上の標準的設定とされ、追随する多くの小説やファン・フィクションなどでもそのように扱われていった（小説版での表記は「ティベリウス」）。しかし、「正史」とされる実写作品での「タイベリアス」の登場は意外にも遅く、1991年の『未知の世界』が初めてである。「タイベリアス」が正統な設定となったのは、「ジェームズ・T・カーク」の初登場から25年も経ってからのことであった。
劇場版11作目では出産直後、母により祖父の名を受け継ぎ「Tiberius/タベリアス」と命名されるシーンがあるが、この作品内では度々自ら「Tiberius」を名乗っている。
小説や以降のテレビシリーズではCaptainを「艦長」と訳しているが、日本でテレビ放送した宇宙大作戦ではCaptainを「船長」と訳したため、日本ではアーチャー船長、パイク船長などカーク以前の艦長を「船長」と呼ぶのが慣例となっている。『スタートレック:ディスカバリー』のマイケル・バーナム船長に関しては、シリーズ途中で舞台が32世紀へと移行した後に就任したものの「船長」と呼ばれている。

## 演じた俳優と声優

### 俳優
- ウィリアム・シャトナー
  - 『宇宙大作戦』、劇場版第1作～第7作
- サンドラ・スミス
  - 『宇宙大作戦』（第79話「変身! カーク船長の危機」女性に変身してしまったカーク）
- クリス・パイン
  - 劇場版第11作～第13作
- ジミー・ベネット
  - 劇場版第11作（少年時代）
- ポール・ウェズレイ
  - 『スタートレック:ストレンジ・ニュー・ワールド』

### 日本語版吹き替え
- 矢島正明
  - 『宇宙大作戦』、劇場版第1作（テレビ朝日版）、劇場版第2作～第3作（日本テレビ版）、劇場版第7作（VHS版）、『ディープ・スペース・ナイン』、劇場版第1作～第7作（新録版）
- 野沢雅子
  - 『宇宙大作戦』（第79話「変身! カーク船長の危機」女性に変身してしまったカーク）
- 佐々木功
  - 『まんが宇宙大作戦』
- 大塚明夫
  - 劇場版第4作（フジテレビ版）、劇場版第6作（VHS版）
  - 大塚は『新スタートレック』でウィリアム・T・ライカー役を演じている。
- 筈見純
  - 劇場版第5作（機内上映版）
- 阪口周平
  - 劇場版第11作～第13作
  - 阪口は劇場版第3作（新録版）で青年期のスポックを演じている。
- 浪川大輔
  - 『スタートレック:ストレンジ・ニューワールド』